# Avit du Périgord
Pour les articles homonymes, voir Saint Avit.
Avit du Périgord serait né à Lanquais vers 487 et mort en 570 dans un ermitage qu'il aurait construit à l'ouest de Saint-Avit-Sénieur.  

## Biographie
Sa vie est écrite dans un texte hagiographique du XIe siècle. Gallo-romain, il aurait servi dans l'armée wisigothe d'Alaric II. Celle-ci étant battue en 507 à la bataille de Vouillé par Clovis, il est fait prisonnier et emmené à Paris. La légende raconte qu'il aurait été converti au christianisme par Clotilde.
Libéré douze ans plus tard, il se fait ermite de retour dans son pays d'origine et s'installe dans une grotte, dans la vallée au pied d'une colline appelée "mont Dauriac". Elle était située près d'un village où les habitants étaient restés très païens.
Il élève une chapelle dédiée à la Vierge Marie, appelée Notre-Dame-du-Val, à l'ouest du village de Saint-Avit-Sénieur où il est enterré à sa mort. Nombre de villageois ont alors abandonné leurs idoles pour venir prier près du tombeau. Plus tard, des disciples s'installèrent près de l'ancien ermitage et du tombeau. Des sources rapportent qu'une petite communauté de moines y vivaient canoniquement au début du XIe siècle. 
Il est fêté le 17 juin.
L'abbaye de Saint-Avit-Sénieur remonte au XIe siècle. Les reliques du saint ont alors été transférées dans l'abbatiale le 22 mars 1118.

### Remarque
Jean Maubourguet dans sa thèse de doctorat Le Périgord méridional des origines à l'an 1370 : Étude d'histoire politique et religieuse publiée en 1926 à Cahors, fait remarquer que la Vita a dû être écrite par un moine proche de l'abbaye Saint-Martial de Limoges. Sa naissance à Lanquais où est né saint Front serait due à une concurrence et à une hostilité de cette abbaye aux moines de l'abbaye Saint-Front de Périgueux.